# Lago Herren
El lago Herren (en alemán: Herrensee) es un lago situado a unos 30 km al noreste de Berlín, en el distrito rural de Märkisch-Oderland, en el estado de Brandeburgo (Alemania).